# Gorący kamień (film 1965)
Gorący kamień (ros. Горячий камень, Goriaczij kamien) – radziecki film animowany z 1965 roku w reżyserii Piercza Sarkisiana. Ekranizacja bajki Arkadija Gajdara o tej samej nazwie.
Film wchodzi w skład serii płyt DVD Animowana propaganda radziecka (cz. 4: Naprzód ku świetlanej przyszłości).

## Fabuła
Chłopiec o imieniu Iwaszka spotyka w lesie gorący kamień. Jest to magiczny kamień, który posiada zdolność do ponownego obdarowania kogoś nowym życiem. Chłopak chce wykorzystać kamień, żeby pomógł staremu i samotnemu mężczyźnie. Mężczyzna nie widzi jednak potrzeby, żeby kamień obdarował go szczęśliwym życiem, gdyż jest dumny ze swojego przebytego życia. Starzec opowiada chłopcu o rewolucji i wojnie domowej. W filmie pokazano wiele symbolicznych obrazów, m.in. ludzi, łamiących swoje łańcuchy oraz olbrzymiego robotnika z ogromnym młotem tnącego dwugłowego orła carskiego imperium.

## Obsada (głosy)
- Kłara Rumianowa
- Marija Winogradowa
- Lew Swierdlin